# Corsoncus curvulus
Corsoncus curvulus là một loài tò vò trong họ Ichneumonidae.